# Life's Too Short
Life's Too Short es una comedia de situación creada y escrita por Ricky Gervais y Stephen Merchant a partir de una idea de Warwick Davis, y es descrito por Gervais como "la vida de un enano del mundo del espectáculo". Gervais y Merchant aparecen en cameos como ellos mismos. El show salió al aire en BBC Two el 10 de noviembre de 2011. La cadena HBO, quien coprodujo la serie con la BBC, tiene los derechos en Estados Unidos y comenzó a transmitir la serie el 19 de febrero de 2012.

## Origen
El origen del espectáculo fue cuando Davis trabajó con Gervais y Merchant en un episodio de Extras, que coprotagonizó con Daniel Radcliffe. Durante el rodaje, Davis habló sobre las pruebas de la vida de un hombre de 3 pies y 6 pulgadas de altura (1.07 m), como tener que usar un mango para alcanzar objetos de los estantes, o que la gente le tocara para que les diera suerte, como a un duende. Gervais les dijo a los reporteros: "El verdadero Warwick nos cuenta geniales historias. Son de comedia de oro". Merchant comentó de Davis que "él ayudó a crear la idea y vino a nosotros con la historia". Cuando se le preguntó si le ofendía el título, Davis declaró que, lejos de sentirse ofendido, él era, de hecho, la persona que había venido con él (referido al título).
Gervais y Merchant se acercaron a la BBC para desarrollar un programa centrado en un personaje como Davis.
Gervais lo describe como "una mezcla entre Extras, El Show de Larry David y One Foot in the Grave pero con un enano." En una entrevista con Entertainment Weekly dijo: "Se trata de una comedia de una cámara sobre las pruebas de 'Warwick Davis, enano del mundo del espectáculo'. Warwick hace una versión retorcida de sí mismo (se le supone).

## Reparto
- Warwick Davis como sí mismo.
- Ricky Gervais como sí mismo.
- Stephen Merchant como sí mismo.
- Jo Enright como Sue.
- Rosamund Hanson como Cheryl Wilkins.
- Steve Brody como Eric Biddle (el contable de Warwick).
- Matthew Holness como Ian (el abogado de Sue).
- Jon Key como Anthony.
- Kiruna Stamell como Amy.

### Cameos
- Liam Neeson (episodio 1)
- Shaun Williamson
- Johnny Depp (episodio 2)
- Helena Bonham Carter (episodio 3)
- Right Said Fred (episodio 4)
- Steve Carell (episodio 4)
- Les Dennis (episodios 4, 5 y 6)
- Keith Chegwin (episodios 5 y 6)
- Cat Deeley (episodio 6)
- Ewen MacIntosh (episodio 6)
- Sting (episodio 7)
- Sophie Ellis-Bextor (episodio 7)

## Episodios
| N.º | Título      | Cameo(s)                                                            | Invitados                    | Estreno original        | Espectadores |
| --- | ----------- | ------------------------------------------------------------------- | ---------------------------- | ----------------------- | ------------ |
| 1   | «Episode 1» | Liam Neeson Shaun Williamson                                        | Javone Prince                | 10 de noviembre de 2011 | 3,210,000    |
| 2   | «Episode 2» | Johnny Depp Shaun Williamson                                        | Tim Key David Fynn           | 17 de noviembre de 2011 | 2,070,000    |
| 3   | «Episode 3» | Helena Bonham Carter                                                | Kerry Shale                  | 24 de noviembre de 2011 | 1,250,000    |
| 4   | «Episode 4» | Steve Carell Right Said Fred Les Dennis                             | Nicola Redmond               | 1 de diciembre de 2011  | 1,040,000    |
| 5   | «Episode 5» | Keith Chegwin Shaun Williamson Les Dennis                           | Nick Mohammed Ramin Karimloo | 8 de diciembre de 2011  | 1,000,000    |
| 6   | «Episode 6» | Cat Deeley Keith Chegwin Les Dennis Shaun Williamson Ewen Macintosh | Tony Way                     | 15 de diciembre de 2011 | 1,026,000    |
| 7   | «Episode 7» | Sting Sophie Ellis-Bextor                                           | —                            | 20 de diciembre de 2011 | 1,013,000    |

- Datos: Q23823